# Wittmund (distrito)
Wittmund é um distrito (Kreis ou Landkreis) da Alemanha localizado no estado de Baixa Saxônia.

## Cidades e municípios
|  | Cidade: 1. Wittmund Municípios (livres): 1. Friedeburg 2. Langeoog 3. Spiekeroog Samtgemeinden: - 1. Samtgemeinde de Esens 1. Dunum 2. Esens1, 2 3. Holtgast 4. Moorweg 5. Neuharlingersiel 6. Stedesdorf 7. Werdum - 2. Samtgemeinde de Holtriem 1. Blomberg 2. Eversmeer 3. Nenndorf 4. Neuschoo 5. Ochtersum 6. Schweindorf 7. Utarp 8. Westerholt1 sede do Samtgemeinde; ²cidade |